# Le Malzieu-Forain
Le Malzieu-Forain este o comună în departamentul Lozère din sudul Franței. În 2009 avea o populație de 467 de locuitori.

## Evoluția populației
| An        | 1975 | 1982 | 1990 | 1999 | 2006 | 2009 |
| --------- | ---- | ---- | ---- | ---- | ---- | ---- |
| Populație | 477  | 379  | 354  | 357  | 436  | 467  |